# Bambusrunde
Bambusrunde (genaue Bezeichnung: Taiwan-Freundeskreis Bambusrunde e.V.) bezeichnet einen 1969 in Hamburg gegründeten Verein, in dem sich Menschen zusammengefunden haben, die das gemeinsame Interesse an der Republik China auf Taiwan, ihren Menschen und ihrer Kultur verbindet.

## Geschichte
Bambusrunde e.V. wurde von chinesischen und deutschen Journalisten, Publizisten, Geschäftsleuten gegründet und 1969 in das Hamburger Vereinsregister eingetragen. Er hat sich die Herstellung und Vertiefung von Beziehungen und Kontakten zwischen der Republik China auf Taiwan und der Bundesrepublik Deutschland in allen gesellschaftlichen Bereichen und auf allen Ebenen, insbesondere auf der kulturell-geistigen Ebene zum Ziel gesetzt. Hierzu führt er Seminare, Tagungen, Vorträge, Ausstellungen, Publikationen, Ausflüge, persönliche Begegnungen und andere Veranstaltungen durch. Dadurch will er das gegenseitige Verständnis vertiefen, Vorurteile abbauen und dem gegenseitigen Informationsaustausch der fernöstlichen und europäischen Kulturkreise dienen. Wenngleich der Verein sich als unpolitisch bezeichnet, so hat er jedoch Wünsche an die Politik: „Wir fordern, dass die deutsche Regierung sich dafür einsetzt, dass Taiwan auch in den Organisationen der UN vertreten ist“ 2023 hatte der Verein ca. 230 Mitglieder. Zu den Veranstaltungspartnern in Hamburg gehören der Anglo-German Club, die Deutsche Atlantische Gesellschaft, die Handelskammer Hamburg und die Universität Hamburg. Referenten und Diskussionspartner waren Jhy-Wey Shieh (2005), Jerry Wang (2006), Eberhard Sandschneider (2007), Rolf Eggert (2008), Frank Horch (2010), Hartmut Koschyk (2011), Klaus-Peter Willsch (2012), Thomas Mirow (2013), Oliver Corff, Michael Friedrich, Torsten Sevecke, Volker Klöpsch, Johnny Erling u. a.

## Vorstandsmitglieder (Stand 2023)
- Gerd Ulrich Bösken (Präsident seit 2007)
- Jürgen Seemann (Vizepräsident)
- Priska Vinnen (Schatzmeisterin)
- Hartmut Duwald
- Rainer Funke
- Catherine Lee-Boss
- Thorsten Matthes
- Bernd Riegerl
- Matthias Scheer
- Jackie Shang-I Huang
- Rüdiger Stettinsky
- I-Fen Sun (kooptiert)
- Lorenz von Usslar
- Jörn Vinnen
- Kerstin Wenzel

## Aktionen (Auswahl)
- 1989 erfolgte Initiative zur Gründung der Fahrten von Drachenbooten in Hamburger Gewässern, seitdem wurde eine Reihe von Drachenboot-Dinnern mit namhaften Referenten veranstaltet.
- 2017 fand in der Hamburger Taipeh-Vertretung das erste „Meet Taiwan“-Event statt. Dabei gab es nicht nur taiwanisches Essen, sondern es wurde auch der Dokumentarfilm „Das Rohe und das Gekochte“ von Monika Treut gezeigt mit anschließender Diskussionsrunde der anwesenden Regisseurin.
- Vom 22. Mai bis 6. Juli 2018 machte der Verein den taiwanischen Künstler Kang Mu-Xiang und sein Werk in Hamburg erlebbar: Nach einem Künstlergespräch am 22. Mai im Mahnmal St. Nikolai wurde am folgenden Tag feierlich eine Skulptur von Kang auf dem Hamburger Rathausmarkt enthüllt. Diese hatte die Form eines Embryos und war aus ausgemusterten Stahltrossen von Hochhausaufzügen errichtet.[3]
- Am 14. September 2019 wurde das 50-jährige Bestehen des Verein am Asien-Afrika-Institut der Universität Hamburg mit einer Anzahl wissenschaftlicher Vorträge, u. a. von Thomas Fröhlich, gefeiert.[4]
- Am 17. Oktober 2022 gab es ein traditionelles Drachenboot-Dinner im Anglo-German-Club mit Eberhard Sandschneider als After-Dinner-Speaker zum Thema „Welche Chancen hat Taiwan?“.[5]
- Jährlich mit Beginn des Chinesischen Neujahrs findet traditionell das Jiaozi-Fest mit leckeren taiwanischen Köstlichkeiten statt.